# Praça de armas

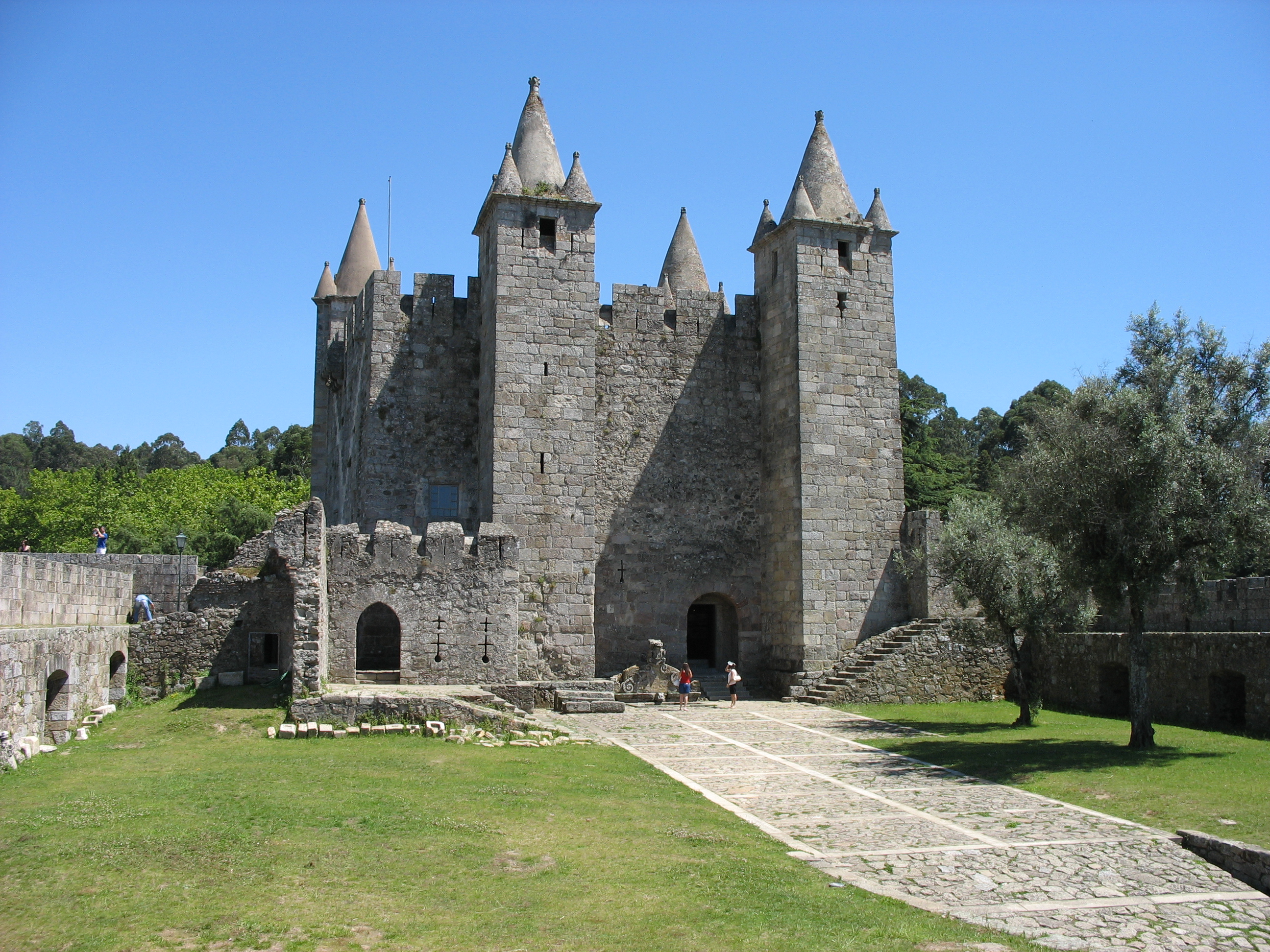
Praça de armas do Castelo de Santa Maria da Feira, Portugal.

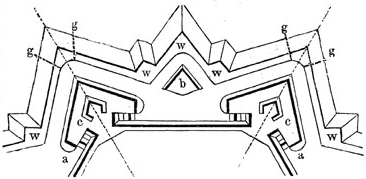
Praças de armas - indicadas pelas letras W - de uma fortificação abaluartada.

A praça de armas é um grande espaço aberto no centro de um castelo ou fortaleza. As praças de armas tinham como objetivo principal, em caso de cerco ou assalto, servir de local de concentração de tropas para o lançamento de um contra-ataque sobre os assaltantes.
Além de servirem de locais de concentração de tropas em caso de ataque, as praças de armas serviam também como locais para paradas, cerimónias e exercícios de treino militar.
Também eram designadas "praças de armas", os pontos de reunião de tropas, localizados em cada um dos ângulos salientes dos caminhos cobertos das fortalezas abaluartadas. Estas praças de armas serviriam de base para um ataque concentrado de infantaria. As praças de armas também protegiam os ângulos reentrantes entre elas, através do cruzamento de fogos.

## Tipos de praças de armas
Existem os seguintes tipos de praças de armas:
1. Praça de armas reentrante - praça de armas instalada num ângulo que não ultrapassa o polígono da fortificação;
2. Praça de armas saliente - praça de armas que se projeta do polígono de uma fortificação.

## Outros usos
Nos países de língua espanhola a praça de armas (plaza de armas) é a praça principal de certas cidades.
Na Suíça, uma praça de armas (Waffenplatz) é um tipo de base militar - incluindo quarteis, paióis, oficinas e outras instalações - para aquartelamento e instrução das tropas.